# جيمس دير
جيمس دير (بالإنجليزية: James Dwyer)‏ هو لاعب كرة قدم أمريكية أمريكي، ولد في 30 أغسطس 1884 في Fall Brook, Pennsylvania ‏ في الولايات المتحدة، وتوفي في 29 مارس 1939.